# New Romney
New Romney är en småstad och civil parish i grevskapet Kent i sydöstra England. Staden ligger i distriktet Folkestone and Hythe i utkanten av Romney Marsh, cirka 14 kilometer sydväst om Hythe. Tätorten (built-up area) hade 3 870 invånare vid folkräkningen år 2021.